# Ahmed Khalil (emiracki piłkarz)
Ahmed Khalil Sebait Mubarak Al-Junaibi (arab. أحمد خليل, ur. 8 czerwca 1991 w Szardży) – emiracki piłkarz występujący na pozycji napastnika w drużynie Shabab Al-Ahli.

## Kariera piłkarska
Ahmed Khalil od początku kariery występował w zespole Al-Ahli. Wywalczył z nim trzy tytuły mistrzowskie (2009, 2014, 2016). W 2008 zadebiutował w reprezentacji Zjednoczonych Emiratów Arabskich. W 2011 został powołany do kadry na Puchar Azji rozgrywany w Katarze. Jego drużyna zajęła ostatnie miejsce w grupie i nie awansowała do dalszej fazy. Wystąpił także podczas Igrzysk Olimpijskich w Londynie. W 2015 po raz drugi w karierze został powołany na Puchar Azji. W tym samym sezonie doprowadził swój klub do finału Azjatyckiej Ligi Mistrzów w efekcie czego został wybrany najlepszym piłkarzem Azji w 2015 roku. Latem 2017 roku przeniósł się do klubu Al-Jazira. Po zaledwie 2 występach w meczach ligowych, zimą 2018 roku został wypożyczony do Al Ain. Z klubem tym wywalczył mistrzostwo kraju, zdobywając w jego barwach 1 gola ligowego. Przed rozpoczęciem sezonu 2018/19 powrócił do Al-Ahli, które po połączeniu z klubem Ash-Shabab Dubaj przyjęło nazwę Shabab Al-Ahli Dubaj. W 2019 został powołany na Puchar Azji.